# Exocentrus pelidnus
Exocentrus pelidnus är en skalbaggsart som beskrevs av Holzschuh 1995. Exocentrus pelidnus ingår i släktet Exocentrus och familjen långhorningar. Inga underarter finns listade i Catalogue of Life.